# Pierre Devaux
Pierre Antoine Auguste Marie Ghislain Devaux (Nijvel, 24 november 1897 – 11 januari 1984) was een Belgische atleet, die gespecialiseerd was in de lange afstand. Hij veroverde één Belgische titel.

## Biografie
Devaux werd in 1919 Belgisch kampioen op de 10.000 m. Hij verbeterde daarbij het Belgisch record van Isidore Vignol tot 34.19,2 s. Het jaar nadien nam hij op dit nummer deel aan de Olympische Spelen van 1920 in Antwerpen. Hij kon zich niet plaatsen voor de finale.
Devaux was aangesloten bij Union Athletique Brussel (UAB).

## Belgische kampioenschappen
| Onderdeel | Jaar |
| --------- | ---- |
| 10.000 m  | 1919 |

## Persoonlijke records
| Onderdeel | Prestatie       | Datum          | Plaats  |
| --------- | --------------- | -------------- | ------- |
| 10.000 m  | 34.19,2 (ex-NR) | 5 oktober 1919 | Brussel |

## Palmares

### 10.000 m
- 1919:  BK AC – 34.19,2 (NR)
- 1920: 8e in series OS in Antwerpen – 36.38,2 (geschat)

1. ↑  Register van de burgerlijke stand van Nijvel, geboorteakte 83, 25 november 1897